# أيفي غريفين
أيفي غريفين (بالإنجليزية: Ivy Griffin)‏ هو لاعب كرة قاعدة أمريكي، ولد في 16 نوفمبر 1896 في توماسفيل في الولايات المتحدة، وتوفي في 25 أغسطس 1957 في غينسفيل في الولايات المتحدة.

## وصلات خارجية
- أيفي غريفين على موقعبيزبول رفرنس.كوم (الدوري الرئيسي) (الإنجليزية)
- أيفي غريفين على موقعبيزبول رفرنس.كوم (الدوري الثانوي) (الإنجليزية)